# Murawka (Braniewo)
Murawka (deutsch Friedrichsruh) war ein Ort in der polnischen Woiwodschaft Ermland-Masuren im Gebiet der Landgemeinde Braniewo (Braunsberg) im Powiat Braniewski (Kreis Braunsberg), bis 1945 dem Kreis Heiligenbeil in Ostpreußen zugehörig.

## Geographische Lage
Die Ortsstelle Murawkas liegt im Nordwesten det Woiwodschaft Ermland-Masuren, elf Kilometer südöstlich der früheren und heute auf russischem Gebiet gelegenen Kreisstadt Heiligenbeil (russisch Mamonowo) bzw. zwölf Kilometer östlich der heutigen Kreismetropole Braniewo (deutsch Braunsberg).

## Geschichte
Friedrichsruh war ein großer Hof und wurde bis zum 31. August 1853 Abbau Patschke genannt. Der Ort war ein Wohnplatz in der Landgemeinde Eisenberg (polnisch Żelazna Góra) im ostpreußischen Kreis Heiligenbeil.
Am 3. Februar 1891 wurde das Abbaugrundstück Friedrichsruh mit seinen 140,4918 Hektar aus der Landgemeinde Eisenberg in den Gutsbezirk Hohenwalde (polnisch Krzewno) umgegliedert. Als Vorwerk zu Hohenwalde zählte Friedrichsruh im Jahre 1910 51 Einwohner.
In Kriegsfolge kam Friedrichsruh 1945 mit dem gesamten südlichen Ostpreußen zu Polen und erhielt die polnische Namensform „Murawka“. Zwischen 1954 und 1972 gehörte Murawka zu der dann aufgelösten Gromada Żelazna Góra (Eisenberg). Bald jedoch wurde der Ortsname nicht mehr genannt. Wahrscheinlich ist Murawka im Nachbarort Krzewno (Hohenwalde) aufgegangen und gilt offiziell als untergegangen. Seine Ortsstelle befindet sich im Bereich der Gmina Braniewo (Landgemeinde Braunsberg) im Powiat Braniewski (Kreis Braunsberg), zwischen 1975 und 1998 der Woiwodschaft Elbląg, seither der Woiwodschaft Ermland-Masuren zugehörig.

## Religion
Friedrichsruh gehörte bis 1945 zum Kirchspiel der evangelischen Kirche Eisenberg (Żelazna Góra) in der Kirchenprovinz Ostpreußen der Kirche der Altpreußischen Union, außerdem zur römisch-katholischen Pfarrei Heiligenbeil (heute russisch Mamonowo) im damaligen Bistum Ermland.

## Verkehr
Die Ortsstelle von Murawka resp. Friedrichsruh liegt an einer Nebenstraße, die von Krzewno (Hohenwalde) über Żelazna Góra bis nach Grzechotki (Rehfeld) im polnisch-russischen Grenzgebiet führt.